# Nemoria capys
Nemoria capys är en fjärilsart som beskrevs av Druce 1892. Nemoria capys ingår i släktet Nemoria och familjen mätare. Inga underarter finns listade i Catalogue of Life.